# Lois Hole
 (août 2017).
Si vous disposez d'ouvrages ou d'articles de référence ou si vous connaissez des sites web de qualité traitant du thème abordé ici, merci de compléter l'article en donnant les références utiles à sa vérifiabilité et en les liant à la section « Notes et références ».
Lois Elsa Hole , née Lois Elsa Veregin le 30 janvier 1929 à Buchanan et morte le 6 janvier 2005 à Edmonton, est une femme d'affaires, auteure d'ouvrages didactiques spécialisée dans le domaine du jardinage et femme politique canadienne. Chancelière de l'Université d'Alberta de 1994 à 1998, elle est lieutenante-gouverneure de l'Alberta du 10 février 2000 à sa mort.

## Biographie

### Lieutenante-gouverneure de l'Alberta
Le 9 décembre 1999, Lois Hole est nommée lieutenante-gouverneure de l'Alberta par le premier ministre Jean Chrétien. Elle entre en fonction le 10 février 2000,. Elle est connue sous le nom de Queen of Hugs pour rompre continuellement le strict protocole canadien en prenant dans ses bras la plupart de ses invités officiels ou non.
Au début de son mandat, Lois Hole a provoqué un vif débat politique au sujet du rôle du lieutenant-gouverneur lorsqu’elle a formulé des observations au sujet du projet de loi 11, qui aurait permis la privatisation de certains services de soins de santé. Elle a prononcé ses commentaires le 15 mars 2000, lors d’une activité de bienfaisance tenue à Red Deer. Elle a reconnu que sa famille ne lui parlait habituellement pas de politique, mais que, cette fois, son fils lui avait demandé ce qu’elle comptait faire au sujet du projet de loi sur la santé. Beaucoup ont cru que Lois Hole allait refuser sa sanction royale au projet de loi et menacer le premier ministre.
Par ses observations, Lois Hole signifiait au public qu'en tant que lieutenante-gouverneure, elle veillerait à ce que le premier ministre prenne conscience de la controverse et de l’opposition généralisée suscitées par le projet de loi. Elle garantissait ainsi que le premier ministre agisse dans l’intérêt de la population albertaine.

## Publications
((Hole, L.)), Lois Hole’s perennial favorites, Lone Pine Publ, 1996 (ISBN 978-1-55105-076-8)
((Hole, L.)), Lois Hole’s vegetable favorites, Lone Pine Pub., 1996 (ISBN 978-1-55105-072-0)
((Hole, L.)), Lois Hole’s favorite trees & shrubs, Lone Pine Publishing, 2002 (ISBN 978-1-55105-081-2)
((Hole, L.)), ((Fallis, J.)), Lois Hole’s bedding plant favorites, Lone Pine Pub., 1996 (ISBN 978-1-55105-074-4)
((Hole, L.)), ((Fallis, J.)), Lois Hole’s tomato favorites, Lone Pine, 1996 (ISBN 978-1-55105-068-3)

## Maladie et décès
Durant son mandat, son époux Ted décède d'un cancer en 2003. Elle-même est diagnostiquée d'un cancer de l'estomac en 2002 et entama un traitement annoncé publiquement l'année d'après. Sa santé s'améliora un peu en 2004 mais elle décède des suites de son cancer le 6 janvier 2005 au l’Hôpital Royal Alexandra d'Edmonton.

## Polémiques
L'absence de la gouverneure générale du Canada Adrienne Clarkson lors du service funéraire de Lois Hole suscita de vives réactions de la part des monarchistes canadiens.